# 1555
1555 (MDLV) je bilo navadno leto, ki se je po julijanskem koledarju začelo na torek.

## Dogodki
- podpisan augsburški mir
- v Indiji zavlada mogul Akbar Veliki.

## Smrti
- 25. maj - Regnier Gemma Frisius, belgijski (flamski) matematik, kartograf, zdravnik, astronom (* 1508)

Neznan datum
- Jamgurči, kan Astrahanskega kanata (* ni znano)
- Takeno Joo, mojster čajnega obreda (* 1502)